# Tuffy Leemans
Alphonse „Tuffy“ Emil Leemans (* 12. November 1912 in Superior, Wisconsin; † 19. Januar 1979 in Hillsboro Beach, Florida) war ein US-amerikanischer American-Football-Spieler. Er spielte als Quarterback und Runningback in der National Football League (NFL).

## Herkunft
Leemans besuchte in seiner Heimatstadt die Central High School. Seinen Spitznamen „Tuffy“ bekam er bereits in seiner Jugend. Da er aufgrund seines ungewöhnlichen Nachnamens immer wieder gehänselt wurde, fing er an sich körperlich zur Wehr zu setzen. Gewöhnlich ging er aufgrund seiner körperlichen Überlegenheit als Gewinner aus diesen Kämpfen hervor, was ihm dann auch seinen Spitznamen, aber auch den Respekt der Nachbarsjungen und seiner Mitschüler einbrachte.

## Spielerlaufbahn

### College
1932 erhielt Leemans ein Stipendium an der University of Oregon, wechselte aber nach nur einem Jahr an die George Washington University. Für deren College Footballmannschaft, die George Washington Colonials, lief er von 1933 bis 1935 auf. An beiden Colleges spielte er überwiegend als Fullback.
Für die NFL wurde Leemans von einem Schuljungen entdeckt. Wellington Mara, Sohn des Besitzers der New York Giants Tim Mara befand sich gerade in den Schulferien und sah Leemans während eines Spiels seiner Colonials gegen die Alabama Crimson Tide, der Mannschaft der University of Alabama. Mara war beeindruckt von dessen sportlicher Leistung und empfahl Leemans seinem Vater. Leemans erzielte während seiner Zeit an der George Washington University mehrere Collegerekorde für seine Mannschaft. So hielt er die Rekorde für die meisten Laufspielzüge (490) und die meisten durch Laufspiel erzielten Yards (2382) während seiner Spielzeit in Washington, D.C.

### NFL
1936 wurde Leemans erwartungsgemäß durch die New York Giants in der zweiten Runde an 18. Stelle des NFL Drafts ausgewählt. Für die von Steve Owen betreuten Giants lief er als Runningback und Quarterback auf. Bereits in seinem ersten Jahr wurde er zum All Pro gewählt, da er mit 830 im Laufspiel erzielten Yards eine Saisonbestleistung erzielte. 1938 konnte er sich mit seiner Mannschaft im NFL Championship Game mit 23:17 gegen die Green Bay Packers durchsetzen. Leemans konnte den ersten Touchdown des Spiels durch einen Lauf erzielen. Obwohl die Giants mit Ed Danowski über einen guten Quarterback verfügten, kam Leemans auch immer wieder auf dieser Position zum Einsatz. Während seiner Laufbahn gelangen ihm 25 Touchdowns durch Passspiel. Da er gelegentlich auch als Wide Receiver zum Einsatz kam, stehen drei weitere Touchdowns aus Passfängen in seinen persönlichen Statistiken. 1942 erlitt Leemans in einem Spiel gegen die Chicago Bears eine Kopfverletzung, die den Verlust des Gehörs auf einem Ohr zur Folge hatte. Er musste daraufhin 1943 seine Laufbahn vorzeitig beenden.

## Nach der Spielerkarriere
Leemans trainierte eine Highschool-Mannschaft und war bis zu seinem Tod Besitzer einer Bowlingbahn in Maryland. Er ist auf dem Gate of Heaven Cemetery in Silver Spring, Maryland, beerdigt.

## Ehrungen
Leemans ist Mitglied in der Pro Football Hall of Fame und im NFL 1930s All-Decade Team. Er spielte in zwei Pro Bowls und wurde siebenmal zum All Pro nominiert. Seine Rückennummer 4 wird durch die Giants nicht mehr vergeben, sie ehren ihn zudem auf dem New York Giants Ring of Honor.

## Quelle
- Jens Plassmann: NFL – American Football. Das Spiel, die Stars, die Stories (= Rororo 9445 rororo Sport). Rowohlt, Reinbek bei Hamburg 1995, ISBN 3-499-19445-7.